# Carex argunensis
Carex argunensis là một loài thực vật có hoa trong họ Cói. Loài này được Turcz. ex Ledeb. mô tả khoa học đầu tiên năm 1852.